# Большие Меми
 Большие Меми (чув.Аслă Мами) — село в Верхнеуслонском районе Татарстана. Административный центр Большемеминского сельского поселения.

## География
Находится в западной части Татарстана на расстоянии приблизительно 43 км на юг-юго-запад от районного центра села Верхний Услон у речки Меминка.

## История
Основано в XVIII веке.  В 1892-94 годах построена Александро-Невская церковь. 

## Население
Постоянных жителей было в 1782 году - 97 душ мужского пола, в 1859 - 1035, в 1897 - 1437, в 1908 - 1618, в 1920 - 1577, в 1926 - 1287, в 1938 - 807, в 1949 - 538, в 1958 - 617, в 1970 - 595, в 1979 - 412, в 1989 – 369 (русские - 62%, чуваши - 33%). Постоянное население составляло 338 человек  (русские 63%, чуваши 34%) в 2002 году, 492 в 2010.